# Gewog di Metakha
Il gewog di Metakha è uno degli undici raggruppamenti di villaggi del distretto di Chukha, nella regione Occidentale, in Bhutan.